# Diminići
Diminići su naselje u Hrvatskoj u sastavu općine Raše. Nalaze se u Istarskoj županiji. 

## Zemljopis
Jugozapadno je Raški zaljev, južno je Sveti Lovreč Labinski, jugoistočno su Viškovići, Brovinje i Skitača, sjeverozapadno su Stanišovi.